# Lepidaploa almasensis
Lepidaploa almasensis là một loài thực vật có hoa trong họ Cúc. Loài này được (D.J.N.Hind) H.Rob. mô tả khoa học đầu tiên năm 1995.